# والتر فابيان
والتر فابيان (بالألمانية: Walter Fabian)‏ ( 24 أغسطس 1902 في ألمانيا- 15 فبراير 1992) هو صحفي ومترجم وسياسي ألماني . نشط في الحزب الديمقراطي الاجتماعي الألماني .

## روابط خارجية
- والتر فابيان على موقع مونزينجر (الألمانية)